# Corynoneura validicornis
Corynoneura validicornis är en tvåvingeart som beskrevs av Jean-Jacques Kieffer 1925. Corynoneura validicornis ingår i släktet Corynoneura och familjen fjädermyggor.
Artens utbredningsområde är Tjeckien. Inga underarter finns listade i Catalogue of Life.